# 甘い生活 (八神純子の曲)
『甘い生活』（あまいせいかつ）は、1980年2月5日に発売された八神純子の8枚目のシングルである。本項ではシングルB面収録曲「海のメロディー」（うみのメロディー）についても記述する。

## 解説
1978年に「思い出は美しすぎて」でメジャー・デビューして以降、同年に「みずいろの雨」が大ヒットし、翌1979年には「想い出のスクリーン」「ポーラー・スター」と立て続けにヒットを飛ばしてきたが、この曲は大きなヒットには至らなかった。しかし同年7月21日にリリースした「パープルタウン 〜You Oughta Know By Now〜」は、日本航空のキャンペーンソングに起用され大ヒットとなった。
八神の場合は、シングル曲はB面曲も含めてオリジナルアルバムに収録されないことがままあり、「想い出のスクリーン」「パープルタウン 〜You Oughta Know By Now〜」「Mr.ブルー 〜私の地球〜」といった大ヒット曲でもオリジナルアルバムには未収録であった。このシングル『甘い生活』も同様にA・B面曲ともオリジナルアルバム未収録で、「甘い生活」は同1980年10月21日発売のベスト・アルバム『JUNKO THE BEST』で初めてアルバムに収録された。
B面曲「海のメロディー」は、2006年発売のバラードコレクション『ポプコン・マイ・リコメンド 八神純子 バラード』、2009年発売のCD-BOX『八神純子 1974〜1986 SINGLES plus』でCDアルバムに収録された。
「甘い生活」は、「みずいろの雨」が作詞家としての出世作となった三浦徳子とのコンビによる作品。「みずいろの雨」から「パープルタウン 〜You Oughta Know By Now〜」まで連続5枚のシングルを手掛けた三浦とのコンビであったが、この曲だけは八神の持ち味を活かしきれずヒットに至らなかった。内容は恋人を置いて別れも告げず去ってゆく女性の心情を大人びた歌詞で表現した、1970年代歌謡曲的な曲調の失恋ソングである。
「海のメロディー」は雰囲気ががらりと変わり、ファーストアルバム『思い出は美しすぎて』の頃に通じる正統派ポプコン調のニューミュージックで、海の見える丘に立ってアメリカへ行った想い人の帰りを待つ乙女心を素直に歌っている。シングル『甘い生活』発売後の同年4月から八神は渡米し、ロサンゼルスで54日間ホームステイして帰国後、同年7月21日に次のシングル『パープルタウン 〜You Oughta Know By Now〜』をリリースした。八神が「海のメロディー」を実際に書いた時期は明らかでないが、アメリカへの憧れを歌った曲が渡米直前に発表されたことになる。この曲はヒットしなかったA面曲の影に隠れ、アルバムにも収録されず埋もれていたが後年再評価され、ポプコン出身アーティストの曲を集めたベストシリーズに収録された。現在でもCD音源を購入したりダウンロード販売で聴くことができる。

## 収録曲
1. 甘い生活（4分44秒）[1]
作詞：三浦徳子、作曲：八神純子[3]、編曲：後藤次利・瀬尾一三
2. 海のメロディー（4分24秒）[1]
作詞・作曲：八神純子、編曲：田代修二